# Лоза (Німеччина)
Лоза (нім. Lohsa, в.-луж. Łaz) — громада в Німеччині, розташована в землі Саксонія. Входить до складу району Бауцен.
Площа — 134,36 км2. Населення становить 5187 ос. (станом на 31 грудня 2020).